# Explanada (artillería)

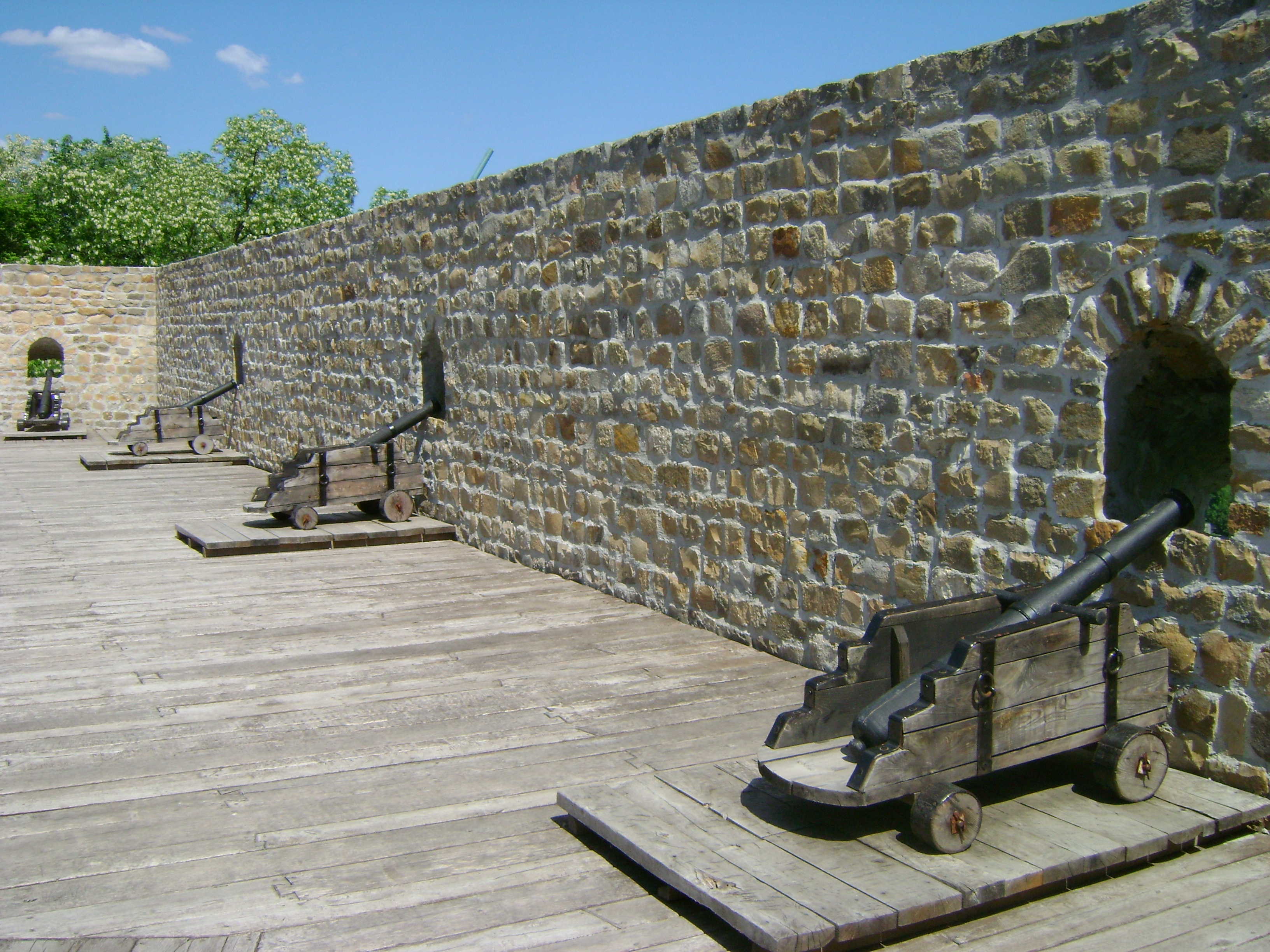
Cañones sobre las explanadas

En artillería, se llama explanada al tablado o armazón de madera sobre el cual juegan las piezas en batería. 
Antiguamente, las explanadas eran un verdadero entarimado con resistencia proporcional a la pieza; luego fueron más bien marcos o armazones giratorias, explanadas más sencillas y transportables. La voz viene del siglo XVI. 

Mientras se iba procurando desembocar el paso con las trincheras y se hacían las explanadas para plantar las baterías, hizo algunas salidas el enemigo.
Coloma, G. de Flandes, lib. 8